# Zadelsdorf
Zadelsdorf è una frazione del comune tedesco di Zeulenroda-Triebes, in Turingia.

## Storia
Zadelsdorf costituì un comune autonomo fino al 1º dicembre 2011.